# Eutrombidium rostratum
Eutrombidium rostratum ist eine Art der Samtmilben und in Europa verbreitet. 

## Merkmale
Die 2–3 mm langen Tiere sind rot gefärbt. Ihre Körperoberfläche wirkt samtig oder seiden. Eine ähnliche Art ist Eutrombidium trigonum.

## Lebensraum
Die Art lebt in loser Erde, auf Steinen oder auf Pflanzen und Blüten. Die Nymphen können als Ektoparasiten an anderen Insekten gefunden werden. Ähnlich wie die Rote Samtmilbe kann man die Art häufig auf Gartenwegen finden.

## Lebensweise
Eutrombidium rostratum überwintert. Nach der Überwinterung im Frühjahr sind sie oft sehr zahlreich zu finden. Die Tiere sind als Ektoparasiten von verschiedenen Heuschrecken und Fangschrecken bekannt, so zum Beispiel von Melanoplus femurrubrum oder der Europäischen Wanderheuschrecke.

## Taxonomie
Die Art wurde 1763 von Giovanni Antonio Scopoli unter dem Namen Pediculus rostratus erstbeschrieben. Weitere Synonyme der Art lauten Trombidium locustratum oder Eutrombidium rostratus.  Die Art ist möglicherweise identisch mit Eutrombidium odorheiense Feider, 1938.